# Soo (miasto)
Soo (jap. 曽於市 Soo-shi) – miasto w Japonii, w prefekturze Kagoshima, na wyspie Kiusiu.

## Historia
Miasto Soo powstało 1 lipca 2007 roku w wyniku połączenia miasteczek Ōsumi, Sueyoshi oraz Takarabe (z powiatu Soo).

## Populacja
Zmiany w populacji terenu miasta w latach 1950–2015: